# Вилье-ле-Бель

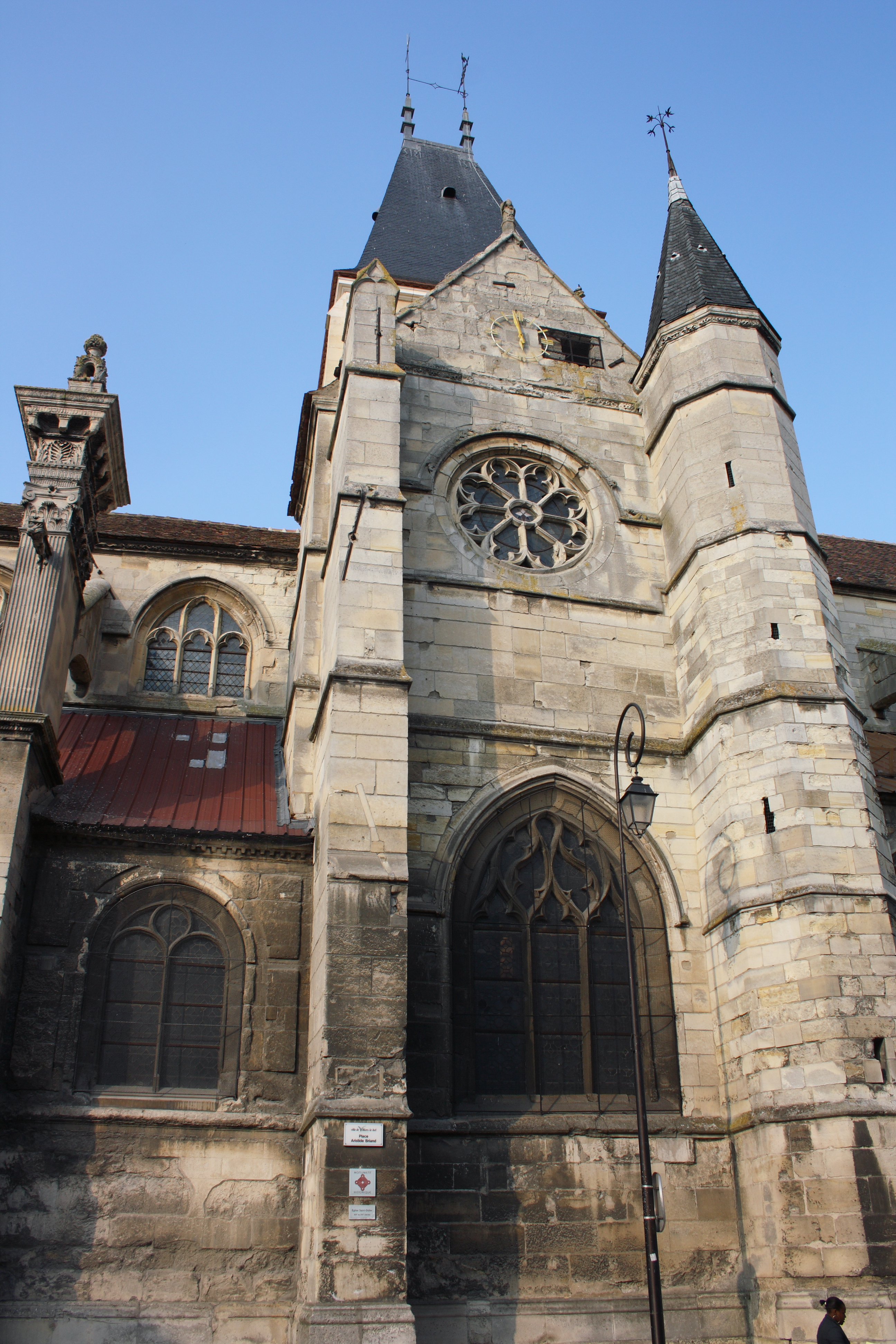
Собор Сен-Дидье

Вилье-ле-Бель (фр. Villiers-le-Bel) — муниципалитет во Франции, в регионе Иль-де-Франс, департамент Валь-д'Уаз. Население — 27 330 человек (1999).
Муниципалитет расположен на расстоянии около 17 км севернее Парижа, 24 км восточнее Сержи.

## Демография
Динамика населения (INSEE):